# Gilbertville
Gilbertville és una població dels Estats Units a l'estat d'Iowa. Segons el cens del 2000 tenia 767 habitants.

## Demografia
Segons el cens del 2000, Gilbertville tenia 767 habitants, 297 habitatges, i 212 famílies. La densitat de població era de 759,3 habitants/km².
Dels 297 habitatges en un 35% hi vivien nens de menys de 18 anys, en un 61,3% hi vivien parelles casades, en un 7,7% dones solteres, i en un 28,6% no eren unitats familiars. En el 25,9% dels habitatges hi vivien persones soles el 16,2% de les quals corresponia a persones de 65 anys o més que vivien soles. El nombre mitjà de persones vivint en cada habitatge era de 2,58 i el nombre mitjà de persones que vivien en cada família era de 3,14.
Per edats la població es repartia de la següent manera: un 27,1% tenia menys de 18 anys, un 8,3% entre 18 i 24, un 28,4% entre 25 i 44, un 19,6% de 45 a 60 i un 16,6% 65 anys o més.
L'edat mediana era de 38 anys. Per cada 100 dones de 18 o més anys hi havia 98,2 homes.
La renda mediana per habitatge era de 41.490 $ i la renda mediana per família de 47.917 $. Els homes tenien una renda mediana de 31.458 $ mentre que les dones 24.286 $. La renda per capita de la població era de 18.367 $. Entorn del 4% de les famílies i el 4% de la població estaven per davall del llindar de pobresa.

## Poblacions més properes
El següent diagrama mostra les poblacions més properes.